# Lars Adelskogh
Lars Alvar Adelskogh, född 5 maj 1950 i Enskede, Stockholm, är en svensk författare och esoteriker, bosatt i Skövde. 
Han var tidigare chefredaktör för alternativtidskriften Nexus Nya Tider som publicerade artiklar om bland annat alternativ medicin, konspirationsteorier, mörkläggningar, maktmissbruk, religionshistoria och nyandlighet. Tidskriften präglades av ifrågasättande av vetenskap, kristendom, socialism, frimureri, och "ondskans välde". Sinsemellan motsägelsefulla artiklar beskrev vedertagna medicinska och fysikaliska sanningar som lögner och humbug, och presenterade alternativa botemedel på aids, cancer, jordens energibehov, med mera. 
En del av denna kunskap ska enligt vissa av artiklarna ha undanhållits allmänheten av "undergrävande grupper och/eller främmande makter", då det ligger i deras intresse att den inte är fritt tillgänglig för alla utan bör förbehållas "världsregeringen, när den blir beredd att ta ansvar för världen". Nexus lånade många artiklar från Australien-baserade modermagasinet Nexus New Times..
Adelskogh är känd som förintelseförnekare och beskriver sig själv som en "svensk patriot". Han var lärare vid Axevalla folkhögskola, men fick säga upp sig efter att Göteborgs-Posten 1997 avslöjade att han författat en antisemitisk konspirationsteori under rubriken "Är EU en judegrej?". Han är även en uttalad förespråkare av urinterapi, det vill säga att dricka sin egen urin i "medicinskt" syfte.
Adelskogh är även verksam som översättare. Han har bland annat översatt två av David Ickes första böcker, ...och sanningen skall göra er fria (1998), samt Robotarnas Uppror (1996). Adelskogh har även översatt professor Kevin MacDonalds bok The Culture of Critique till svenska. Översättningen, Kritikkulturen: en evolutionär analys av judiskt engagemang i 1900-talets intellektuella och politiska rörelser, publicerades i slutet av 2006 av det nazistiska Nordiska förlaget.
Adelskogh har på senare år varit knuten till den nationalistiska tidskriften Folkets Nyheter, som propagerar för den fascististiskt inspirerade idéströmningen Tredje positionen.